# José María Peinado
José María Peinado (Antigua Guatemala, Capitanía general de Guatemala, Virreinato de Nueva España, Imperio Español, 21 de noviembre de 1769 – Amatitlán, Capitanía general de Guatemala, Virreinato de Nueva España, Imperio Español, 29 de enero de 1820) fue un terrateniente, comerciante y político guatemalteco. Fue intendente colonial de la Intendencia de San Salvador; estuvo en el cargo dos veces: de 1812 a 1814 y desde 1818 hasta su muerte. Además, fue canciller de la Real Audiencia en 1789, regidor perpetuo del ayuntamiento de Guatemala y receptor general de Penas de la Cámara de la Real Audiencia en 1794. Junto con José Alejandro de Aycinena combatió las sublevaciones de El Salvador de 1811, bajo las órdenes del capitán general José de Bustamante y Guerra.

## Reseña biográfica

### Primeros años
De familia acomodada, sacó gran provecho de los éxitos comerciales de su padre, Diego Peinado, quien era español pero se había radicado en Guatemala a mediados del siglo xviii.  Por los fuertes lazos que entonces su familia tenía con el clero regular de la Iglesia Católica tuvo la oportunidad de trabajar en los asuntos financieros del Convento de San Francisco, llegando a ser síndico de dicho convento en 1789 y siguiendo en el cargo hasta 1798.

### Actividad política
Su deseo de reforma del sistema político, el cual incluía la autonomía política en el seno de la monarquía española, se explica por la pésima situación económica en la que se encontraba la Capitanía General de Guatemala y que llegó a afectar a su familia, la cual padeció por entonces graves dificultades financieras. En 1809, por ejemplo, su hermano Mariano Peinado solicitó en préstamo dos mil pesos a los jueces de capellanías; como garantía, Mariano ofreció la hacienda de Mirandilla, cerca de Escuintla —que por entonces estaba valuada en veinticinco mil pesos—, y una casa en la Ciudad de Guatemala que valía más de cinco mil pesos. Sin embargo, el promotor fiscal de la curia diocesana negó el permiso porque estaba entonces al tanto de la delicada situación financiera de los Peinado.  Ahora bien, buscaba por todos los medios posibles conservar el viejo orden social que había imperado hasta entonces.
Cuando llegó el capitán general José de Bustamante y Guerra a la Ciudad de Guatemala en marzo de 1811, Peinado pronunció el discurso de bienvenida y organizó la fiesta de recepción junto con José Alejandro de Aycinena. Su influencia política en el ayuntamiento era muy grande y seguía impulsando ideas progresistas, como la de establecer en el reino juntas provinciales, al igual que en España, solicitud que incluyó en las instrucciones del diputado Larrazábal ante las Cortes de Cádiz.
Para 1810, la defensa del Imperio Español estaba en manos de los criollos americanos, que tenían fuertes lazos de unión con la península ibérica; en Centroamérica, en el año de 1811, Peinado junto el coronel aristocrático José Alejandro de Aycinena, fueron comisionados por el gobierno guatemalteco para ir a la Intendencia de San Salvador para detener el movimiento independentista iniciado en su cabecera; lo cual realizaron eficaz y pacíficamente, sorprendiendo incluso al capitán general José de Bustamante y Guerra (representante del absolutismo de Fernando VII en Centroamérica).
Entre 1811 y 1816, varios representantes del Clan Aycinena —al que pertenecía Peinado— se hicieron con el poder en las intendencias de Centroamérica: José Alejandro de Aycinena asumió la Intendencia de San Salvador en 1811 (y luego lo dejaría en manos de su correligionario, Peinado), al mismo tiempo que José Piñol y Muñoz se hacía cargo de la Intendencia de Comayagua, y el teniente coronel Juan Nepomuceno Batres era nombrado intendente de Ciudad Real de Chiapas.
El siete de enero de 1812, Peinado fue elegido alcalde primero de la ciudad de San Salvador, elección que el presidente de la Audiencia, Bustamante y Guerra, aprobó «por estimarlo así conveniente para afirmar la tranquilidad y el buen orden en dicha provincia, y por ser una nueva demostración de los buenos sentimientos de aquel Cabildo».

### Intendente de San Salvador
El 27 de mayo de 1812, debido a que José Alejandro de Aycinena fue nombrado como consejero de estado, el ayuntamiento de San Salvador pidió al de Guatemala que intercederiera para que Peinado sea designado como intendente, dada «la fina instrucción de Peynado, la liberalidad de sus ideas, su versación en negocios y, lo que es más, su firmeza y su desinterés que le hacen acreedor a estos empleos». Por lo que el capitán general lo designó como intendente San Salvador, tomando posesión de ese puesto el 25 de junio de ese año; siendo dicho nombramiento aprobado por el Consejo de Regencia el 27 de octubre.
Durante su mandato, buscó fomentar otros cultivos (que se sumarán al añil, que era el uno artículo de exportación), entre los que estaba el tabaco. El 16 de septiembre de 1812 llegó el ejemplar de la Constitución de Cádiz, y el 8 de octubre se realizó la celebración por dicho suceso; posteriormente, en 1813 se llevarían a cabo las primeras elecciones, donde se eligió a Manuel José Arce como diputado a cortes, y a José Matías Delgado como vocal de la diputación provincial de Guatemala.

#### Segundo movimiento independentista
A fines del año de 1813 se celebraron las elecciones para el ayuntamiento de San Salvador del siguiente año, quedando como alcaldes Juan Manuel Rodríguez y Pedro Pablo Castillo, y como síndico Santiago José Celis. A su vez se realizaron las elecciones de alcaldes de barrios, en las que resultaron electos personas afines a la independencia y que no eran del agrado del intendente; por lo que buscó apelar ante el gobierno de Guatemala.
El 21 de enero de 1814, gracias al comandante del escuadrón de dragones el coronel José Rosi, se da cuenta de que se estaba planeando un movimiento insurgente; luego, el día 23 efectuaría nuevas elecciones a alcaldes de barrios, pero nuevamente dichos puestos volverían a recaer en personas que no eran de su confianza; por lo que el 24 ordenaría la detención de los alcaldes de los alcaldes de barrios; la inquietud ocasionada por eso hace que la gente se reúna en varios grupos en la ciudad y se desate el segundo movimiento independentista.
A diferencia del movimiento de 1811, en esta ocasión se desplegaron todos los cuerpos de milicias de la ciudad, que con el uso de la fuerza detuvieron los motines y aprisionaron a los cabecilla del movimiento (a excepción de Pedro Pablo Castillo); por lo que el 9 de febrero, comunicó al capitán general todos los pormenores del movimiento y la sofocación del mismo.

#### Destitución y segundo período como intendente
Por motivos de salud se dirigió a Guatemala; no obstante, cuando el primer periodo constitucional cesó en 1814 (con la orden del rey Fernando VII de derogarla), se denunciaron «expresiones que se consideraron iguales a las sediciosas de la Asamblea nacional de Francia» y por real decreto del 31 de marzo de 1815, Peinado fue despojado de su Intendencia; a causa de haber formulado las instrucciones del diputado a Cortés de Cádiz.
La caída en desgracia de Peinado duró dos años y ocho meses hasta la revocación de aquel decreto a mediados de 1818. Durante este periodo intentó rehabilitarse con el apoyo de dos amigos suyos, el entonces Ministro del Consejo de Indias, José Alejandro de Aycinena y el fiscal del mismo Consejo, Juan Gualberto González, atacando de frente la gestión pública del Capitán General Bustamante.
En 1818 fue reivindicado por el rey y se le condecoró con la Orden de Isabel la Católica; asimismo, el presidente-gobernador y capitán general de Guatemala Carlos de Urrutia y Montoya, le ordenó que reasumiera su cargo de intendente; por lo que se trasladó a San Salvador, a donde llegó el 22 de septiembre.
Durante su segundo mandato, se empezó a construir un camino que conectara la costa con la Provincia de Comayagua, y buscó establecer un banco (llamado San Fernando). Al parecer se dirigiría nuevamente a Guatemala por motivos de salud, falleciendo en Amatitlán el 29 de enero de 1820.

## Lectura recomendada
- Casaús Arzú, Marta Elena. «El papel de las redes familiares en la configuración de la élite de poder centroamericana (El caso de la familia Díaz Durán)». Revista Realidad (El Salvador: Universidad Centroamericana). Archivado desde el original el 27 de marzo de 2015. Consultado el 10 de mayo de 2015.
- Chandler, David L. (1978). «La casa de Aycinena». Revista de la Universidad de Costa Rica (San José, Costa Rica). Archivado desde el original el 9 de septiembre de 2014.
- Vives, Pedro A. «Intendencias y poder en Centroamérica: La Reforma incautada». Anuario de Estudios Centroamericanos (Costa Rica: Universidad de Costa Rica) 13 (2).

- Datos: Q5943323